# Brustatmung
Die Brustatmung ist eine Form der Lungenbelüftung (Ventilation). Sie erfolgt durch Erweiterung bzw. Verengung des Brustkorbs mittels der Zwischenrippenmuskulatur.
Bei der Einatmung (Inspiration) kontrahiert die äußere Zwischenrippenmuskulatur (zieht sich zusammen). Dabei heben sich die Rippen an und drehen sich um ihre Längsachse nach außen und erweitern somit den Brustkorb. Es entsteht ein erhöhter Unterdruck, durch welchen sich das elastische Lungengewebe ausdehnt und somit Luft über die Atemwege einströmen lässt.
Bei der Ausatmung (Exspiration) entspannt sich die Muskulatur, wodurch die Rippen sich zurückdrehen und gesenkt werden, und die Lunge sich durch die Verengung des Brustkorbs wieder zusammenzieht. Das Lungenvolumen verkleinert sich und die Luft wird ausgepresst. Unterstützt wird das Ausatmen durch die innere Zwischenrippenmuskulatur, welche bei Kontraktion die Rippen senkt. Bei der forcierten Ausatmung (kraftvolle, verstärkte Atmung z. B. bei Erkrankungen, körperlicher Anstrengung, beim Sprechen oder Singen) kommen weitere Atemhilfsmuskeln zum Einsatz.
Neben dieser gibt es noch eine weitere Atemtechnik, die Bauchatmung. Normalerweise werden beide Techniken unbewusst zusammen benutzt, können aber auch bewusst jeweils verstärkt werden.